# Municipio de Olive (Iowa)
El municipio de Olive (en inglés: Olive Township) es un municipio ubicado en el condado de Clinton en el estado estadounidense de Iowa. En el año 2020 tenía una población de 721 habitantes y una densidad poblacional de 6,67 personas por km².

## Geografía
El municipio de Olive se encuentra ubicado en las coordenadas 41°48′1″N 90°44′9″O / 41.80028, -90.73583. Según la Oficina del Censo de los Estados Unidos, el municipio tiene una superficie total de 108.17 km², de la cual 108 km² corresponden a tierra firme y (0,15 %) 0,16 km² es agua.

## Demografía
Según el censo de 2010, había 819 personas residiendo en el municipio de Olive. La densidad de población era de 7,57 hab./km². De los 819 habitantes, el municipio de Olive estaba compuesto por el 97,31 % blancos, el 0,12 % eran amerindios, el 0,49 % eran de otras razas y el 2,08 % eran de una mezcla de razas. Del total de la población el 1,47 % eran hispanos o latinos de cualquier raza.